# Bent Haller
Bent Haller (født 5. juni 1946 i Bangsbostrand ved Frederikshavn) er en dansk forfatter, maler og grafiker.
Bent Haller har skrevet over 100 bøger, mest romaner og noveller for børn og unge, samt en række manuskripter til både børnefilm og børneteater. Selv om han også har skrevet bøger for voksne, er han først og fremmest kendt for sine mange børne- og ungdomsbøger. Flere af Hallers bøger er blevet filmatiseret, bl.a. Fuglekrigen, Fredsaberne, Blåfolket, Kaskelotternes sang (som Samson og Sally), Silke, Hønsepigen og Odysseen.
Bent Hallers nok mest kendte bog er Kaskelotternes sang, der handler om kaskelothvaler. Bogen beskriver menneskers ugerninger overfor hvalerne og havet i det hele taget. Især tidligere har bogen været meget brugt i danskundervisningen i folkeskolens mellemste klasser.
Han har diagnosen Aspergers syndrom.

## Hæder
Han har modtaget flere priser blandt andet Kulturministeriets Børnebogspris 1978 for bogen Indianeren. Han er også blevet hædret for sin læsevenlighed. I 1996 blev han tildelt Skriver-prisen ved årets bogmessen i Forum i København.
I 2000 fik han tildelt Nordisk Børnebogspris. Silas-Prisen – indstiftet i 1999 af Cecil Bødker – gik i 2005 til Bent Haller. Prisen uddeles af Det Danske Akademi.

## Film
- 1984 Samson og Sally (spillefilm) (baseret på bogforlæg)
- 1987 Strit og Stumme (spillefilm) (baseret på bogforlæg)
- 1989 Et andet liv (kortfilm) (manuskript)
- 1990 Fuglekrigen i Kanøfleskoven (spillefilm) (manuskript)
- 1993 Havets sang (short) (manuskript)
- 1993 Alle os under himlen (TV Mini-Serie) (manuskript)
- 1995 Aberne og det hemmelige våben (spillefilm) (manuskript)
- 1998 H.C. Andersen og den skæve skygge (spillefilm) (manuskript)
- 2002 Begravelsen (kortfilm) (manuskript)
- 2002 Drengen der ville gøre det umulige (spillefilm) (manuskript)